# Paul Daniels
Paul Daniels, vlastním jménem Newton Edward Daniels (6. dubna 1938 South Bank – 17. března 2016) byl anglický iluzionista vystupující zejména v televizi. Proslavil se televizní sérii The Paul Daniels Magic Show, kterou televize BBC vysílala v letech 1979 až 1994.

## Život
Narodil se v South Bank u Middlesbrough. Po absolvování základní školní docházky pracoval jako pokladní a sloužil v armádě. Od mládí trpěl řídnutím vlasů, proto celou kariéru nosil paruku.
O magii se začal zajímat v 11 letech, kdy si přečetl knihu o zábavě na dětských oslavách. Kouzly pak bavil příležitostně své známé a také vojáky při své vojenské službě. Po návratu do civilního života začal vystupovat s magií na jevišti, též s pseudonymem The Eldanis. Zároveň začal používat frázi, která se pak stala pro něj typickou: „Tohle se vám bude líbit. Ne moc, ale bude.“
V roce 1969 získal smlouvu na vystupování Newquay pro letní sezónu. Poté se začal věnovat magii profesionálně. O rok později debutoval před televizními kamerami.
V roce 1978 začal vysílat svou nedělní show v televizi ITV, následně se objevil také v BBC jako jeden z kouzelníků vystupujících v pořadu For My Next Trick. V roce 1979 začala BBC vysílat jeho vlastní pořad The Paul Daniels Magic Show, kterou pak uváděl až do roku 1994. 
Zároveň vystupoval se svým programem It's Magic na scéně Divadla Prince z Walesu. Program se uváděl od 1. prosince 1980 do 6. února 1982 a byl jedním z nejdéle provozovaných iluzionistických programů v Londýně vůbec. Už tehdy také spolupracoval se svou asistentkou a budoucí manželkou Debbie McGeeovou.
V roce 1987 vyvolal kontroverze speciální halloweenský díl jeho show, ve kterém napodobil slavný únik Harryho Houdiniho z železné panny. Trik byl zinscenován tak, aby působil dojmem, že nebyl úspěšný a že Daniels při jeho provádění zemřel.

### Osobní život
Poprvé se oženil v roce 1960 se sedmnáctiletou Jacqueline Skipworthovou a měli spolu tři syny, Garyho, Paula a Martina. Jeho druhou manželkou byla jeho dlouholetá asistentka Debbie McGeeová, kterou si vzal 2. dubna 1988. 
Ve své autobiografii Under No Illusion Daniels tvrdil, že měl sexuální poměr s více než 300 ženami.
20. února 2016 byl po pádu převezen do nemocnice, kde mu byla diagnostikován nevyléčitelný mozkový nádor. Byl z nemocnice propuštěn, ale zemřel o několik týdnů později, 17. března 2016.

## Ocenění
Daniels byl oceněn mnoha tituly a cenami. V roce 1982 získal Daniels titul Kouzelník roku udělovanou Akademií magických umění, a to jako první iluzionista, který nepocházel ze Spojených států.

## Názory
Daniels byl znám jako člověk, který bez skrupulí komentoval různé události nebo osobnosti, včetně kolegů a konkurentů ze světa populární zábavy. 
Nevyhýbal se ani komentování politiky. Podporoval konzervativce a před volbami v roce 1992 vyhlásil, že opustí Británii, pokud volby vyhrají labouristé. Patřil mezi popírače globálního oteplování, vyjadřoval se kriticky k novinářům, bezdomovcům nebo zločincům. V případu Jimmyho Savillea, který byl odsouzen za sex s nezletilými, britského diskžokeje zkritizoval, ale vyslovil se s pochybnostmi i k jeho obětem.